# Človek, ki ga je treba ubiti
Človek, ki ga je treba ubiti (srbohrvaško Čovjek koga treba ubiti : Legenda o caru Šćepanu Malom) je jugoslovanski fantazijski film iz leta 1979, ki ga je režiral Veljko Bulajić in zanj napisal tudi scenarij skupaj z Brunom di Geronimom in Ratkom Đurovićem. V glavnih vlogah nastopajo Vladimir Popović, Zvonimir Črnko, Charles Millot, Tanja Bošković, Dušica Žegarac in Mate Ergović. Zgodba prikazuje kako po smrti Petra III. Ruskega in začetku vladanja Katarine I. Ruske Satan zaradi porušenja razmerja med dobrim in zlim na Zemljo pošlje svojega predstavnika učitelja Farfo, zelo podobnega pokojnemu Petru III, ki zavlada Črni gori.
Film je bil premierno prikazan 29. marca 1979 v jugoslovanskih kinematografih in je naletel na dobre ocene kritikov. Na Puljskem filmskem festivalu je osvojil srebrno areno za scenografijo (Veljko Despotović) in bronasto areno za režijo (Bulajić). Na Filmskem festivalu Sitges je osvojil nagrado za najboljšo režijo (Bulajić), kot tudi na Pariškem festivalu fantastike. Izbran je bil za jugoslovanskega kandidata za oskarja za najboljši tujejezični film na 52. podelitvi, toda ni prišel v ožji izbor.

## Vloge
- Zvonimir Črnko kot Farfa
- Vladimir Popović kot kapitan Tanovič
- Charles Millot kot agent prvega reda
- Ranko Kovačević kot Djakon
- Tanja Bošković kot Elfa
- Dušica Žegarac kot Justina
- Tanasije Uzunović kot vrhovni sotona
- Mate Ergović kot Stanko Palikarda
- Zuzana Kocúriková kot Zefira
- Danilo Radulović
- Antun Nalis
- Ivica Pajer kot ruski knez
- Ivo Vukčević
- Veljko Mandić kot Črnogorec